# 天主教卡拉瓜塔图巴教区
天主教卡拉瓜塔圖巴教區（拉丁語：Dioecesis Caraguatatubensis），是巴西一個天主教教區，位於聖保羅州東部，屬聖保羅總教區。
教區成立於1999年3月3日，2011年有教友178,000人，佔總人口61.6%。有十六個堂區、司鐸廿五人。現任教區主教為若瑟·嘉祿·哈措羅夫斯基。